# サミー・ナセリ
サミー・ナセリ（Samy Naceri、1961年7月2日 - ）はフランスの俳優。出生時の名前はサイード・ナセリ (Saïd Naceri)。父親は西アルジェリアからの移民、母親はノルマンディー出身。

## 経歴
パリ4区で、アルジェリアカビール系の父とノルマンディー出身の母との間で生まれる。6人兄弟姉妹の中で、3歳上の兄に脚本家のビビ・ナセリ (fr) がいる。4区界隈のサン＝マルタン通り(サン＝マルタン街)や、郊外（バンリュー）のフォントネー＝スー＝ボワで育つ。16歳で学校をやめて工事現場で働き始める。しかし、両親の離婚をきっかけに生活は荒み22歳で刑務所に入っている。その後、俳優演劇学校で演技を学んだあと、1994年にリュック・ベッソンの『レオン』に端役で出演し、ベッソンの目にとまることになる。1995年には、トマ・ジル監督の『Rai』に出演。
1997年、リュック・ベッソン製作の痛快カーアクション『TAXi』の主役に抜擢されスピード狂のタクシー運転手を演じ、一躍トップスターになった。この作品でセザール賞有望若手男優賞にノミネート。以降、続編である『TAXi②』（2000年）、『TAXi③』（2003年）、『TAXi④』（2007年）にも出演している。1998年の『Un pur moment de rock'n roll』、1999年の『La-bas, mon pays』、クロード・ルルーシュ監督の『Une pour toutes』などに出演。
2002年には、ハード・アクション『スズメバチ』、イザベル・アジャーニと共演した『愛のはじまり』、兄弟のビビ・ナセリが脚本をつとめた『La Mentale』などに出演した。
日本では『Taxi』シリーズの破天荒なイメージが定着しているが、2006年のカンヌ国際映画祭では男優賞を受賞している実力派である。

## 私生活
1995年に女優のマリー・ギヤール (Marie Guillard) と結婚。同年に息子が誕生したが、1998年に離婚した。
その後の2000年代以降プライベートで悪行が目立つ。2005年4月にはコカイン所持で逮捕された。それ以外にも、暴行事件 、飲酒運転、スピード違反、警察官への侮辱罪などで有罪判決を受けたことがある。
『TAXI NY』には彼が出演する予定だったが、スピード違反で捕まり、クイーン・ラティファが出演することになった。
2009年1月には、元交際相手ら数人とバーで口論となり、彼女らから電話で助けを求められてバーを訪れた男性をナイフで刺したことにより逮捕された。

## 主な出演作
| 公開年 | 邦題 原題                               | 役名               | 備考                         |
| ------ | --------------------------------------- | ------------------ | ---------------------------- |
| 1994   | レオン Léon: The Professional           | スワット隊員       |                              |
| 1997   | TAXi Taxi                               | ダニエル・モラレス |                              |
| 2000   | TAXi② Taxi 2                            | ダニエル・モラレス |                              |
| 2001   | プセの冒険 真紅の魔法靴 Le petit poucet |                    |                              |
| 2002   | スズメバチ Nid de guêpes                | ナセール           |                              |
| 2002   | ザ・コード La mentale                   | ヤニス             |                              |
| 2002   | 愛のはじまり La Repentie                | カリム             |                              |
| 2003   | TAXi③ TAXI 3                            | ダニエル・モラレス |                              |
| 2006   | デイズ・オブ・グローリー Indigènes      | ヤシール           | カンヌ国際映画祭 男優賞 受賞 |
| 2007   | TAXi④ Taxi 4                            | ダニエル・モラレス |                              |

## 参照
1. ↑  Christophe Ono-Dit-Biot, Samy l'embrouille a encore frappé, in Le Point, jeudi 1er décembre 2005, p. 82.
2. ↑  FOXNews.com - Actor Samy Naceri Sentenced in Two Cases - Celebrity Gossip | Entertainment News | Arts And Entertainment
3. ↑  « Samy Naceri de nouveau devant la justice ! », Peoplestar.tv, 15 Octobre 2008.
4. ↑  BBC NEWS | World | Europe | French actor jailed over insults